# Pływanie na Letnich Igrzyskach Olimpijskich 1960
Pływanie na Letnich Igrzyskach Olimpijskich 1960 w Rzymie rozgrywane było w dniach 26 sierpnia – 3 września. W zawodach wzięło udział 380 pływaków, w tym 144 kobiet i 236 mężczyzn, z 45 krajów. Po raz pierwszy w programie igrzysk znalazły się sztafety w stylu zmiennym kobiet i mężczyzn. Najlepszy wynik medalowy osiągnęła reprezentantka Stanów Zjednoczonych – Chris von Saltza, która 3-krotnie stawała na najwyższym stopniu podium i raz zajęła 2. miejsce.

## Klasyfikacja medalowa
| Lp. | Państwo           |   |   |   | Razem |
| --- | ----------------- | - | - | - | ----- |
| 1.  | Stany Zjednoczone | 9 | 3 | 3 | 15    |
| 2.  | Australia         | 5 | 5 | 3 | 13    |
| 3.  | Wielka Brytania   | 1 | 1 | 1 | 3     |
| 4.  | Japonia           | 0 | 3 | 2 | 5     |
| 5.  | Niemcy            | 0 | 1 | 3 | 4     |
| 6.  | Holandia          | 0 | 1 | 2 | 3     |
| 7.  | Szwecja           | 0 | 1 | 0 | 1     |
| 8.  | Brazylia          | 0 | 0 | 1 | 1     |

## Medaliści

### Mężczyźni
| Konkurencja                           | Złoto: | Czas    | Srebro: | Czas    | Brąz: | Czas    |
| 100 m stylem dowolnym (szczegóły)     | John Devitt · Australia                                                                                               | 55,2    | Lance Larson · Stany Zjednoczone                                                                                 | 55,2 =  | Manuel dos Santos · Brazylia                                                                                 | 55,4    |
| 400 m stylem dowolnym (szczegóły)     | Murray Rose · Australia                                                                                               | 4:18,3  | Tsuyoshi Yamanaka · Japonia                                                                                      | 4:21,4  | John Konrads · Australia                                                                                     | 4:21,8  |
| 1500 m stylem dowolnym (szczegóły)    | John Konrads · Australia                                                                                              | 17:19,2 | Murray Rose · Australia                                                                                          | 17:21,7 | George Breen · Stany Zjednoczone                                                                             | 17:30,6 |
| 100 m stylem grzbietowym (szczegóły)  | David Theile · Australia                                                                                              | 1:01,9  | Frank McKinney · Stany Zjednoczone                                                                               | 1:02,1  | Bob Bennett · Stany Zjednoczone                                                                              | 1:02,3  |
| 200 m stylem klasycznym (szczegóły)   | Bill Mulliken · Stany Zjednoczone                                                                                     | 2:37,4  | Yoshihiko Ōsaki · Japonia                                                                                        | 2:38,0  | Wieger Mensonides · Holandia                                                                                 | 2:39,7  |
| 200 m stylem motylkowym (szczegóły)   | Michael Troy · Stany Zjednoczone                                                                                      | 2:12,8  | Neville Hayes · Australia                                                                                        | 2:14,6  | Dave Gillanders · Stany Zjednoczone                                                                          | 2:15,3  |
| 4 × 200 m stylem dowolnym (szczegóły) | Stany Zjednoczone · George Harrison (2:03,4) · Richard Blick (2:01,9) · Michael Troy (2:02,9) · Jeff Farrell (2:02,0) | 8:10,2  | Japonia · Makoto Fukui (2:04,8) · Hiroshi Ishii (2:04,8) · Tsuyoshi Yamanaka (2:00,6) · Tatsuo Fujimoto (2:03,0) | 8:13,2  | Australia · David Dickson (2:06,6) · John Devitt (2:03,2) · Murray Rose (2:02,7) · John Konrads (2:01,3)     | 8:13,8  |
| 4 × 100 m stylem zmiennym (szczegóły) | Stany Zjednoczone · Frank McKinney (1:02,0) · Paul Hait (1:10,5) · Lance Larson (58,0) · Jeff Farrell (54,9)          | 4:05,4  | Australia · David Theile (1:02,4) · Terry Gathercole (1:10,9) · Neville Hayes (1:03,3) · Geoff Shipton (55,4)    | 4:12,0  | Japonia · Kazuo Tomita (1:04,1) · Koichi Hirakida (1:11,5) · Yoshihiko Ōsaki (1:00,4) · Keigo Shimizu (56,2) | 4:12,2  |

### Kobiety
| Konkurencja                           | Złoto: | Czas   | Srebro: | Czas   | Brąz: | Czas   |
| 100 m stylem dowolnym (szczegóły)     | Dawn Fraser · Australia                                                                                                 | 1:01,2 | Chris von Saltza · Stany Zjednoczone                                                                         | 1:02,8 | Natalie Steward · Wielka Brytania                                                                                            | 1:03,1 |
| 400 m stylem dowolnym (szczegóły)     | Chris von Saltza · Stany Zjednoczone                                                                                    | 4:50,6 | Jane Cederqvist · Szwecja                                                                                    | 4:53,9 | Tineke Lagerberg · Holandia                                                                                                  | 4:56,9 |
| 100 m stylem grzbietowym (szczegóły)  | Lynn Burke · Stany Zjednoczone                                                                                          | 1:09,3 | Natalie Steward · Wielka Brytania                                                                            | 1:10,8 | Satoko Tanaka · Japonia | 1:11,4 |
| 200 m stylem klasycznym (szczegóły)   | Anita Lonsbrough · Wielka Brytania                                                                                      | 2:49,5 | Wiltrud Urselmann Wspólna Reprezentacja Niemiec                                                              | 2:50,0 | Barbara Göbel Wspólna Reprezentacja Niemiec                                                                                  | 2:53,6 |
| 100 m stylem motylkowym (szczegóły)   | Carolyn Schuler · Stany Zjednoczone                                                                                     | 1:09,5 | Marianne Heemskerk · Holandia                                                                                | 1:10,4 | Jan Andrew · Australia | 1:12,2 |
| 4 × 100 m stylem dowolnym (szczegóły) | Stany Zjednoczone · Joan Spillane (1:02,5) · Shirley Stobs (1:03,5) · Carolyn Wood (1:02,0) · Chris von Saltza (1:00,9) | 4:08,9 | Australia · Dawn Fraser (1:00,6) · Ilsa Konrads (1:03,2) · Lorraine Crapp (1:04,7) · Alva Colquhoun (1:02,8) | 4:11,3 | Wspólna Reprezentacja Niemiec Christel Steffin (1:05,6) Heidi Pechstein (1:04,7) Gisela Weiß (1:05,4) Ursel Brunner (1:04,0) | 4:19,7 |
| 4 × 100 m stylem zmiennym (szczegóły) | Stany Zjednoczone · Lynn Burke (1:09,0) · Patty Kempner (1:20,9) · Carolyn Schuler (1:08,9) · Chris von Saltza (1:02,3) | 4:41,1 | Australia · Marilyn Wilson (1:13,9) · Rosemary Lassig (1:20,1) · Jan Andrew (1:10,6) · Dawn Fraser (1:01,6)  | 4:45,9 | Wspólna Reprezentacja Niemiec Ingrid Schmidt (1:11,4) Ursula Küper (1:19,3) Bärbel Fuhrmann (1:11,8) Ursel Brunner (1:05,1)  | 4:47,6 |